# Montfaucon (Dordonya)
Mont Faucon (en francès Monfaucon) és un municipi francès situat al departament de la Dordonya i a la regió de la Nova Aquitània.

## Demografia
| 1962                                       | 1968 | 1975 | 1982 | 1990 | 1999 | 2007 |
| ------------------------------------------ | ---- | ---- | ---- | ---- | ---- | ---- |
| 273                                        | 250  | 186  | 209  | 233  | 232  | 262  |
| Des de 1962: població sense dobles comptes |      |      |      |      |      |      |

## Administració
| Període   | Identitat      | Partit |
| --------- | -------------- | ------ |
| 2001-2007 | Daniel Lauvie  |        |
| 2007-2008 | Didier Chignat |        |
| 2008-     | Daniel Lauvie  |        |